# 赤星と次郎のオーライオーライ
赤星と次郎のオーライオーライ（レッドと・ジローのオーライオーライ）とは、2010年から2015年まで朝日放送ラジオ（ABCラジオ）で放送されたトーク番組。阪神タイガースの外野手から野球解説者に転じた赤星憲広が初めてレギュラーでパーソナリティを務めたラジオ番組で、タイトルの次郎はパートナーの清水次郎（出演時点では朝日放送テレビのスポーツアナウンサー）に由来していた。
このページでは、2017年度（2018年1月3日）から不定期で放送する後継番組『赤星憲広のオーライオーライ』（あかほしのりひろのオーライオーライ）についても述べる。

## 『赤星と次郎のオーライオーライ』

### 概要
「野球はもちろん、世の中のありとあらゆることに対して積極的に解決していく番組」をキャッチフレーズに、2010年4月19日に『ABCフレッシュアップベースボールスペシャル』として放送を開始。2010年9月18日までは、プロ野球のシーズン中に、月1回のペースで放送されていた。
2010年度のナイターオフ期間（2010年10月8日 - 2011年3月18日）には、『スポーツにぴたっと。』の金曜版として、毎週金曜日の17:25 - 19:00に生放送。2009年度まで編成されていた『元気イチバン!!ぶっちぎりプレイボール』から「ムキムキ!ノーサイド劇場」（2002年度からオフシーズン限定で毎週金曜日に放送中のラグビー情報コーナー）を引き継いだ。
当番組では、「レッド」（赤星）と「ジロー」（清水）が、プロ野球を初めとするスポーツや最近の世相について熱く語り合っていた。赤星は、現役選手時代のプレー・野球解説者としての活動からは想像しにくい素顔をしばしば披露。清水が「詳しくない」と自認するサッカーの話題では、熱烈なファンの立場から、しばしば私見や試合の見どころなどを語っている。政治・芸能・ラグビーに関する話題への関心も高く、イントロクイズへの強さを示すこともあった。
ABCラジオでは、2010年のプロ野球シーズンから、当初からプロ野球の試合が組まれない平日を中心に不定期で当番組を編成。『ABCフレッシュアップベースボール』の基本放送枠を使った3時間5分バージョン（17:55 - 21:00）か、月曜日20時台の単発番組枠を充てた1時間バージョンで生放送を実施していた。どちらのバージョンでも、放送時期の直前には、清水がナビゲーターを務める『虎バン』（朝日放送テレビ）やラジオCMを通じて放送を告知。1時間バージョンで放送する場合には、該当時間帯のレギュラー番組『F.C.オフサイドトーク』を休止するなどの措置を取っている。
また、1時間バージョンであった2010年8月30日の放送で、Ustreamによるスタジオ映像の同時配信を試験的に実施。ABCラジオの放送エリア外からでも、インターネット上の映像を通じて生放送の模様を視聴できた。レギュラー化以降も、同様の方法で毎回、ラジオでの生放送との同時配信を実施していた（番組内の『ABC朝日ニュース』、『ABC交通情報』、CMなどの一部音源を除く）。2011年のプロ野球シーズン中の生放送でも、この体制を続けていた。
2011年のプロ野球シーズン中も、『ABCフレッシュアップベースボール』でプロ野球の中継予定がない平日に、不定期で放送。『スポーツにぴたっと。』の放送枠から外れた2011年度以降のナイターオフ編成では、もっぱら年末年始の特別番組として扱われていた。
なお清水は、社会科教諭への転身を視野に、2016年6月で朝日放送を退社。同年3月末でアナウンサーとしての活動を終了したため、2015年12月31日（木曜日）放送分が最終回になった。

### 出演者

#### 放送終了時点
パーソナリティ
- 赤星憲広（放送上の呼称は「レッド」、元・阪神タイガース外野手、野球解説者）
- 清水次郎（放送上の呼称は「ジロー」、出演時点では朝日放送テレビのスポーツアナウンサー、2010年度版の『スポーツにぴたっと。』では水・木曜日にも進行を担当）

#### 過去
- マコーマック明子（2010年度オフシーズン版アシスタント）
  - 放送上の呼称は「マコさん」。『武田和歌子のぴたっと。』木・金曜日に武田の代理でメインパーソナリティを務めていた関係で、『スポーツにぴたっと。』木曜日にも出演していた。
- 井上公造（芸能ジャーナリスト、レギュラーゲスト、2010年度のオフシーズン版では18時台前半に登場）
  - 不定期放送（2010年度プロ野球シーズン版）時代から、一部のコーナーでスタジオに出演。ABCテレビが関西ローカルで放送中の報道・情報番組（『NEWSゆう+』→『キャスト』）でも、金曜日のコメンテーターを務めている。
- 二木啓孝（ジャーナリスト、2010年度プロ野球シーズン版レギュラーゲスト）
  - 井上と同じく、『NEWSゆう+』にコメンテーターとして出演。当番組では、政治関係の話題を扱う場合に、電話で出演することが多かった。

#### 備考
- 『ABCフレッシュアップベースボール』枠で放送する場合には、同枠のスタジオ担当（清老寛子など）が、本編の前後に提供クレジットを読む。また、本編の途中にも、『ABCフレッシュアップベースボール』の企画を告知する目的でスタジオに登場。ただし、放送上は赤星・清水とやり取りしない。
- ABCラジオでは、当番組レギュラー化直後の2010年10月23日に、『ABCフレッシュアップベースボールスペシャル』としてクライマックス・セファイナルステージ第3戦（中日ドラゴンズ対読売ジャイアンツ）を自社制作で中継（実況担当＝清水、解説＝赤星）。そのため、当番組の放送枠を17:25 - 17:55に短縮したうえで、マコーマックがスタジオ担当として生放送を進行した。なお、清水・赤星は、当番組の放送中に中継先のナゴヤドームから試合の直前情報を伝えている。
- 2010年12月31日（金曜日）には、赤星の現役時代のチームメートであった新井貴浩（阪神タイガース内野手）をゲストに迎えて、17:30 - 19:00に『赤星と次郎の大晦日もオーライオーライ』を放送。ただし、事前収録番組だったため、Ustreamでは放送の模様を配信しなかった。
- 2011年1月28日の放送では、体調不良で出演を見合わせた赤星に代わって、岩本計介（朝日放送テレビアナウンサー、『スポーツにぴたっと。』月・火曜パーソナリティ、通称「ガンちゃん」）が清水とともにパーソナリティを担当した。赤星は、オープニングのみ電話で出演。赤星メインのコーナー「レッドアイ」（後述）では、「次郎とガンちゃんのガチンコ勝負」（『スポーツにぴたっと。』月〜木曜日の企画、通常は事前収録で出題）の特別編として、生放送中に岩本が清水へクイズを出題した。
- 2011年2月11日の放送では、マコーマックに代わって、加藤明子（朝日放送テレビアナウンサー、『スポーツにぴたっと。』月〜水曜女性パーソナリティ）がアシスタントとして出演した。
- 2011年3月11日の放送は、当日午後に発生した東北地方太平洋沖地震の影響で、当初の予定を大幅に変更。清水・マコーマックを中心に、ニュース速報をはさみながら、地震関連の情報を伝えた。当日は、赤星に加えて、「ムキムキ!ノーサイド劇場」へのみ登場予定だった大八木淳史も全編にわたって出演。ただし、Ustreamの同時配信は休止。井上も出演を見合わせた。

### 主なコーナー

#### プロ野球シーズン中の不定期放送（4月〜9月）
◎：『スポーツにぴたっと。』金曜版でもレギュラーコーナーとして継続

●：『スポーツにぴたっと。』金曜版でも不定期で継続
- ロッカールーム●
  - 阪神タイガースを中心に、赤星が野球選手時代の思い出を語る。放送の時期によっては、赤星にゆかりのある同球団の現役選手が電話で出演することもある。
- 野球じゃないけれど
  - サッカーを中心に、野球以外のスポーツの話題を扱う。サッカーの話題では、事実上赤星のトークを中心にコーナーを進行。話題によっては、朝日放送スポーツ部のディレクターなどが登場することもある。
- レッドアイ◎
  - 政治・芸能の話題を中心に、赤星が気になる最近の出来事を取り上げる。政治関連の話題で二木、芸能関連の話題で井上が解説役を務めることが多い。
- 今月の助っ人さん
  - 阪神タイガースに在籍する外国人選手へのインタビュー（事前収録）を中心に構成。清水をはじめとする朝日放送のスポーツアナウンサーが、外国人選手に日本語を教える趣向になっている。
- 赤星編集局◎
  - 野球選手時代から赤星と縁の深い在阪スポーツ紙の虎番（阪神担当記者）やスポーツライターが、スタジオか電話で登場。取材にまつわるエピソードなどを聞く。
- リング　オブ　レッド●
  - 赤星が野球選手時代から続けている社会福祉活動「リング　オブ　レッド」の紹介・報告。
- 赤星ヒストリー
  - 2011年6月17日の放送から開始。関係者をゲストに迎えながら、赤星の野球生活や人生を振り返る。赤星と清水が折々のエピソードで脱線を繰り返すあまり、話がなかなか先に進まないことが特徴。2013年の『赤星と次郎の新春もオーライオーライ』では、清水が当コーナーを紹介する際に、引用元が当ページであることを明かしたうえで上記の開始時期を引用していた。

以下のコーナーは、2012年最初の放送（6月15日）から開始。
- オーライタイムトラベル
  - 赤星と清水が交互にサイコロを振ったうえで、出目に対応したテーマで青春時代の思い出話を披露するとともに、そのテーマにまつわる楽曲を流す。
- 赤星ラーメンなう
  - 赤星が阪神の現役選手時代にプロデュースを手掛けた「赤星ラーメン」（2005年〜2009年に阪神甲子園球場のバックスクリーン裏売店で販売）について、リスナーの思い出話や、販売復活を望むファンの声を紹介する。「赤星ラーメン」は2013年から期間限定メニューとして随時販売しているが、当番組との関連は定かでない。

#### プロ野球オフシーズンのレギュラー放送（2010年度）
『スポーツにぴたっと。』月〜木曜日のタイムテーブルを基に作成（時間は目安なので若干前後した）。後枠で『ABCフレッシュアップベースボールスペシャル』を中継する場合には、放送時間の短縮・放送内容の変更で対応。それ以外の場合にも、前述の不定期企画をはさむことがあった。

●：『スポーツにぴたっと。』枠の共通コーナー
- 17:25　オープニング
  - 『スポーツにぴたっと。』を付けずにタイトルコール
- 17:30　「こんなんありました」●
  - 阪神タイガースからウィンタースポーツに至るまで、マコーマックが直近のスポーツニュースを3本紹介。ニュースの内容によっては、スポーツ選手・関係者によるインタビュー・記者会見の収録音源や、ABCのスポーツアナウンサーによる中継リポートを流すことがあった。
- 17:40　ABC朝日ニュース
- 17:45　ABC交通情報
- 17:50　「実況バカ一代」●
  - プロ野球のオフシーズンを利用する格好で、清水が野球に限らず、ありとあらゆる現場で実況に挑戦。その収録音源を放送した。
  - 阪神タイガースの選手が他番組への出演で朝日放送の本社にいる場合に、当コーナーだけの「サプライズゲスト」として出演することがあった。
- 17:55 　フリートークなど
  - ABCテレビでは、『NEWSゆう+』の中で『スーパーJチャンネル』の全国ネットパートを放送中。この時間帯を利用する格好で、当日の『NEWSゆう+』関西ローカルパートの全編に出演中の井上がスタジオへ登場。最新の芸能ニュースから、赤星が興味を示しそうな1つのトピックスを基にトークを展開していた。
- 18:10頃  「ムキムキ!ノーサイド劇場」
  - 関西ラグビー協会が協力するコーナーで、『元気イチバン!!ぶっちぎりプレーボール』から継続。週末に予定されているジャパンラグビートップリーグ・関西大学ラグビーなどの試合の見どころを取り上げたり、関西圏でトップリーグに所属するチームのイベント情報を紹介したりしていた。また、ラグビーの現役選手・関係者を随時スタジオに招く。
  - 当番組では、ラグビー好きで試合実況の経験も豊富な清水が、ラグビー初心者の赤星にラグビーの魅力を伝える趣向で進行。『スクールウォーズ』にちなんだ以下の口上を、同番組のナレーター・芥川隆行を思わせる口調で述べながら、コーナーを始めていた。また、同番組のモデルである京都市立伏見工業高等学校出身の大八木が、たびたびゲストで登場していた。
    - 「このコーナーは、赤星憲広さんをはじめとしたラグビーに興味のない人々をラグビー好きにするべく奮闘する、ラグビー大好きアナウンサーとスタッフの物語である」
- 18:30頃　「レッドアイ」（前述）
  - 放送週の話題によっては、二木が電話などで出演することがあった。
- 18:40頃　「赤星編集局」（前述）
  - 放送週の話題によっては、「ロッカールーム」を組み込んだり、スタジオにゲストを招いたりすることがあった。
- 18:50頃　「プレゼント　何が出るかな」 ●
  - 当日の放送内容にちなんだリスナー向けプレゼントを発表。プレゼントの内容や当選人数は日替わりで、当コーナーまで分からないようになっていた。
- 18:55  エンディング 
  - 「リング・オブ・レッド」を含む。ラジオでの生放送を終えてからも、「レッドの特典映像」と称して、スタジオの映像・音声をUstream向けに数分間流していた。

### 2011年度以降のオフシーズン特別番組
2011年度以降のナイターオフ期間には、もっぱら年末年始に特別番組として放送されていた。ただし、事前の収録による放送のため、Ustreamでは同時配信を実施していない。2014年度4月以降の放送分については、日本国内であれば、ABCラジオのサービスエリア（主に関西地方）以外の地域でもradikoプレミアム経由で放送と同時に聴取できた。
- 2011年12月31日には、15:00 - 16:55に『赤星と次郎の大晦日もオーライオーライ』を放送。平野恵一（出演当時はタイガース内野手）が電話で出演したほか、上本博紀（タイガース内野手）・多田悦子（WBA女子世界ミニマム級王者）・安藤麻里（WBA女子世界ライトミニマム級王者）をスタジオゲストに迎えている。
- 2013年1月2日（水曜日）には、『スポーツにぴたっと。』の放送枠で『赤星と次郎の新春もオーライオーライ』を17:25 - 19:00に放送。丸山桂里奈（サッカー女子日本代表フォワード、スペランツァFC大阪高槻所属）をゲストに迎えた。
- 2014年1月1日（水曜日）には、『レッドとジローの新春からオーライオーライ』というタイトルで17:25 - 19:00に放送。「レッドアイ」に今成亮太（タイガース捕手）が電話で登場したほか、新春特別企画として、スタジオに招いた女性の占い師が赤星・清水の運勢を占っていた。
- 2014年12月31日（水曜日）には、17:25 - 19:00に『赤星と次郎のオーライオーライ』を放送。2015年に広島東洋カープへ8年振りに復帰する新井貴浩が電話で出演したほか、赤星による特別企画「ここがダメだよタイガース」などを放送した。
- 2015年12月31日（木曜日）には、17:15 - 18:55に『赤星と次郎のオーライオーライ』を放送。阪神の現役選手から、赤星の現役時代と同じ外野手の福留孝介をゲストに迎えた。

## 『赤星憲広のオーライオーライ』

### 概要
『赤星と次郎のオーライオーライ』最終放送から、1年のブランクを経て、赤星単独の冠番組にリニューアル。2017年度から高校教師（兵庫県立西宮今津高等学校教諭）へ転身した清水に代わって、後輩のスポーツアナウンサー・高野純一が赤星のパートナーを務める。

### 出演者
パーソナリティ
- 赤星憲広
- 高野純一（朝日放送テレビアナウンサー）
  - 2015年度から『虎バン』（朝日放送テレビ）のナビゲーターを清水から引き継いでいる関係で、赤星とは同番組や『ABCフレッシュアップベースボール』の阪神戦中継でも随時共演。

### 2017年度以降のオフシーズンに放送された特別番組
- 2017年度
  - 2018年1月3日（水曜日）の18:00 - 18:53に、新井貴浩をゲストに迎えて、事前収録方式で放送した。
- 2018年度
  - 2019年1月2日（水曜日）の17:00 - 17:55に、事前収録形式で放送。黒後愛（V.LEAGUE東レアローズ所属のバレーボール選手）や、前年限りで現役を引退した新井が電話で出演したほか、この年にオリックス・バファローズから阪神へ入団する西勇輝へのインタビュー（本編とは別に収録）を組み込んだ。
  - 2019年3月23日（土曜日）の14:30 - 16:30に、『赤星憲広のオーライオーライ　プロ野球開幕直前スペシャル』として放送。福留が電話、赤星と親交の深い飛込競技選手の寺内健がスタジオに出演したほか、高野から田中広輔（広島内野手）へのインタビュー（本編とは別に収録）を組み込んだ。
- 2019年度
  - 2020年1月1日（水曜日）の18:00 - 19:23に、事前収録方式で放送。2020年東京オリンピック（実際には放送後から日本国内で新型コロナウイルスへの感染が拡大している影響で翌2021年に延期）でカヌースプリント・男子カヤックフォア種目の日本代表に内定している宮田悠佑（和歌山県教育センター学びの丘に所属するカヌー選手）をスタジオに迎えたほか、電話による福留や大野将平（天理大学出身・旭化成所属の男子柔道選手）へインタビューの模様を放送した。
- 2020年度
  - 2020年6月6日（土曜日）の16:00 - 17:00に、『ラジオで虎バン。赤星憲広のオーライオーライ』を放送。赤星がテレビ版のコメンテーター、高野がテレビ版のナビゲーター・ラジオ版（同年4月14日から6月18日まで毎週火 - 金曜日の18:00 - 19:00に生放送）のパーソナリティを務める『虎バン』シリーズとの共同企画で、テレビ版『虎バン』のスペシャルコメンテーターである佐藤隆太も電話で出演した。新型コロナウイルスへの感染拡大の影響でこの年のNPBレギュラーシーズンの開幕が3月20日から6月19日（いずれも金曜日）に延期されたことを受けて、生放送による特別番組として急遽編成されたため、番組の序盤には『ABCニュース』『ABC天気予報』『ABC交通情報』が組み込まれた。
  - 2021年1月1日（金曜日）の18:00 - 19:30に、事前収録方式で放送。「小野ハーフマラソン」（赤星が主宰するハーフマラソン大会）にゲストランナーとして参加した経験を持つ田中希実（2020年東京オリンピック陸上競技・女子5000m種目日本代表で「小野ハーフマラソン」の開催地・兵庫県小野市に在住）が電話で出演したほか、高野から近本光司（阪神外野手）へのインタビュー（本編とは別に収録）や、高野から赤星へのクイズと連動したリスナーへのサインボールプレゼント企画を組み込んだ。
- 2021年度
  - 2021年12月29日（水曜日）の18:00 - 19:30に、事前収録方式で放送。赤星の現役時代に続いて、この年に阪神への入団1年目でセ・リーグ盗塁王のタイトルを獲得した中野拓夢へのインタビューなどで構成されたほか、高野の後輩アナウンサー・塚本麻里衣（当時は第一子の出産に伴う産後休暇を取得中）と夫の秋山賢次（アキナ）が、当時婚姻歴のなかった赤星に結婚を勧めるべく電話で出演した。塚本と秋山がラジオ番組へ揃って出演することは2019年の結婚後初めてで、塚本は2022年5月から朝日放送テレビアナウンサーとしての活動を再開。
- 2022年度
  - 2022年12月30日（金曜日）の18:00 - 19:30に、千葉ロッテマリーンズの松川虎生（和歌山市立和歌山高等学校からこの年に入団した捕手）をゲストに迎えた収録音源を放送。収録日は12月15日（木曜日）で、松川は同校への在学中に他局の番組で赤星からのインタビューを受けていたほか、当番組の収録に先駆けて『おはようパーソナリティ小縣裕介です』（高野の先輩に当たるスポーツアナウンサーの小縣裕介が担当している朝日放送ラジオの生ワイド番組）の「話のダイジェスト」（午前8時台前半の特集コーナー）へ出演していた。また、赤星がこの年の4月に徳原恵梨との結婚を発表したことを受けて、前年分から塚本とのやり取りを収めた音源を改めて放送。赤星が前年の収録時点で徳原と既に交際していたことを告白した一方で、塚本からは結婚祝いのメッセージとプレゼントが贈られた。
- 2023年度
  - 2023年12月28日（木曜日）の18:00 - 19:30に事前収録方式で放送。阪神タイガース、オリックス・バファローズ、ヴィッセル神戸（いずれも関西地方に本拠地を置くプロスポーツチーム）がこの年のリーグ戦で優勝したことを受けて、東晃平（バファローズの投手）をスタジオへ迎えたほか、前川黛也（ヴィッセルのGK）と坂本誠志郎（タイガースの捕手）が電話で出演した。